# Municipio de St. James (condado de Phelps)
El municipio de St. James (en inglés: St. James Township) es un municipio ubicado en el condado de Phelps en el estado estadounidense de Misuri. En el año 2010 tenía una población de 5483 habitantes y una densidad poblacional de 60,57 personas por km².

## Geografía
El municipio de St. James se encuentra ubicado en las coordenadas 38°0′20″N 91°34′46″O / 38.00556, -91.57944. Según la Oficina del Censo de los Estados Unidos, el municipio tiene una superficie total de 90.52 km², de la cual 90.04 km² corresponden a tierra firme y (0.54%) 0.49 km² es agua.

## Demografía
Según el censo de 2010, había 5483 personas residiendo en el municipio de St. James. La densidad de población era de 60,57 hab./km². De los 5483 habitantes, el municipio de St. James estaba compuesto por el 96.12% blancos, el 0.82% eran afroamericanos, el 0.58% eran amerindios, el 0.4% eran asiáticos, el 0.04% eran isleños del Pacífico, el 0.35% eran de otras razas y el 1.7% pertenecían a dos o más razas. Del total de la población el 1.35% eran hispanos o latinos de cualquier raza.